# José Luis Benlliure López de Arana
José Luis Mariano Benlliure López de Arana (Madrid , 5 de julio de 1898-ibid., 26 de noviembre de 1981) fue un arquitecto, escultor y pintor español.

## Biografía
José Luis Benlliure López de Arana era hijo del escultor Mariano Benlliure y Gil y su segunda esposa, la cantante Lucrecia López de Arana. Por consiguiente, fue sobrino de los pintores Juan Antonio Benlliure y José Benlliure y Gil y primo del pintor José Benlliure Ortiz.
Criándose en el seno de una familia de artistas se interesó desde muy pequeño por la pintura y ganó su primer premio a los nueve años en una exposición de obras infantiles en Valencia. Realizó sus primeros estudios en Madrid y luego en Londres, de donde regresó después de 1914. También viajó a Italia, donde se dedicaba al dibujo y a la pintura.
De regreso a Madrid, se matriculó en la Facultad de Arquitectura y formó parte del ambiente progresivo que gravitaba en torno a la Residencia de Estudiantes perteneciente a la ILE. Él mismo encontró difícil definirse como pintor, teniendo inclinaciones tanto hacia la pintura como la arquitectura y la escultura, que coexistían en su persona. De este período, alrededor de 1918, es el retrato que le hizo Joaquín Sorolla, que fue donado en 1932 por su padre al Museo de Bellas Artes de Valencia, donde se exhibe en la sala dedicada a su autor. 
En 1928 ingresó como proyectista en la Oficina Técnica de Construcción de Escuelas del Ministerio de Instrucción Pública. En 1937 fue deportado por razones políticas al campo de internamiento de Saint-Cyprien (Pirineos Orientales, Francia), del cual fue liberado tras la intervención del general Petain. En 1939, al final de la guerra civil española, emigró a México, donde comenzó su carrera como arquitecto.
En 1948 José Luis Mariano emprendió su viaje de regreso a España con su familia, su mujer Soledad Galán Guerra y sus dos hijos, José Luis Benlliure Galán y Lucrecia Benlliure Galán. En esta etapa de su vida se dedicó a proyectar algunos edificios de vivienda colectiva y unifamiliar, también especialmente a la pintura a la acuarela hasta su muerte en 1981.